# アンジェロ・ヤンク
アンジェロ・ヤンク（Angelo Jank、1868年10月30日 - 1940年10月9日）はドイツの画家である。馬に乗った狩りのなど、動物を描くのを得意とした。ミュンヘン美術院の教授などを務めた。

## 略歴
ミュンヘンに生まれた。1891年から1896年の間、ミュンヘン美術院で、レフツ（Ludwig von Löfftz）やヘッカー（Paul Hoecker）のもとで学び1895年からミュンヘンのガラス宮殿（Glaspalast）で開かれる展覧会に出展した。1898年にはミュンヘン分離派の開いた展覧会に出展するようになった。
1899年から1907年の間、1882年に創立された女性の参加を認めるミュンヘン芸術家協会（Münchner Künstlerinnenverein）の女子美術学校の教師を務め、1907年からはヴィルヘルム・フォン・ディーツの後を継いでミュンヘン美術院の教授となった。
1922年からミュンヘン美術院の教授で動物を描いた画家として知られていた、ハインリヒ・フォン・ツューゲル（1850-1941）の後を継いで動物画のクラスを指導した。1920年代の後半にミュンヘン美術家協会（Vereins Bildender Künstler München）の議長を務め、ミュンヘンのガラス宮殿の美術展を運営した。
狩りの情景など馬と馬に乗る人物を描いた絵で知られている。ミュンヘンやベルリンの公共施設の装飾画も描き、「Jugend」や「ジンプリチシムス(Simplicissimus)」といった雑誌の挿絵なども描いた。1904年にテュンゲン家の娘と結婚した。娘は1939年にアイゼンバッハ男爵と結婚した。
美術教師の時代の教え子にマリー・シュニュール（Marie Schnür）がいて、シュニュールは父親が分からない子供を産み、子供の親権をえるためにフランツ・マルクと便宜上の結婚をしたが、彼女の息子の父親がヤンクだとする説もある。

## 作品

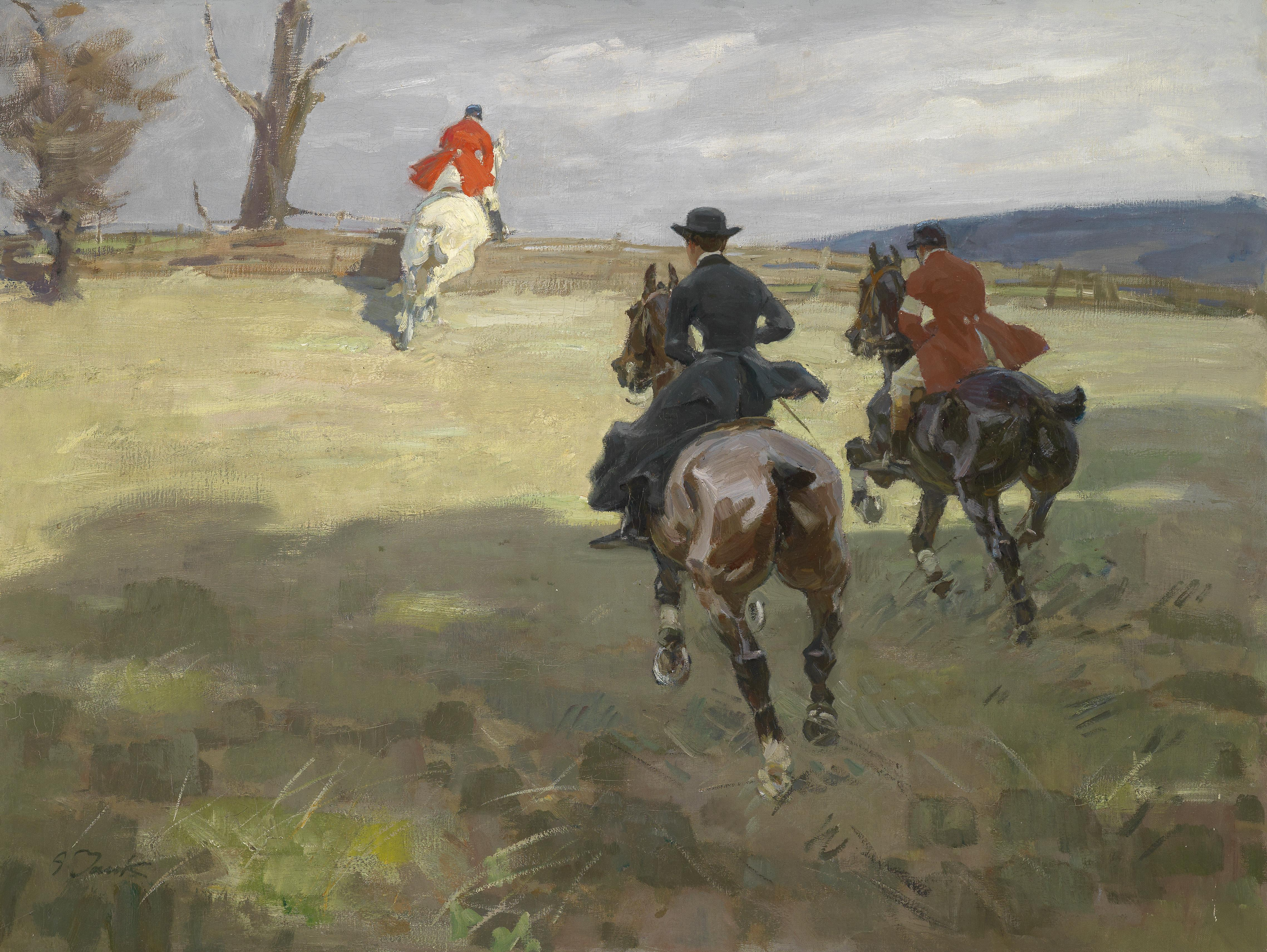
「狩り」("Parforcejagd")
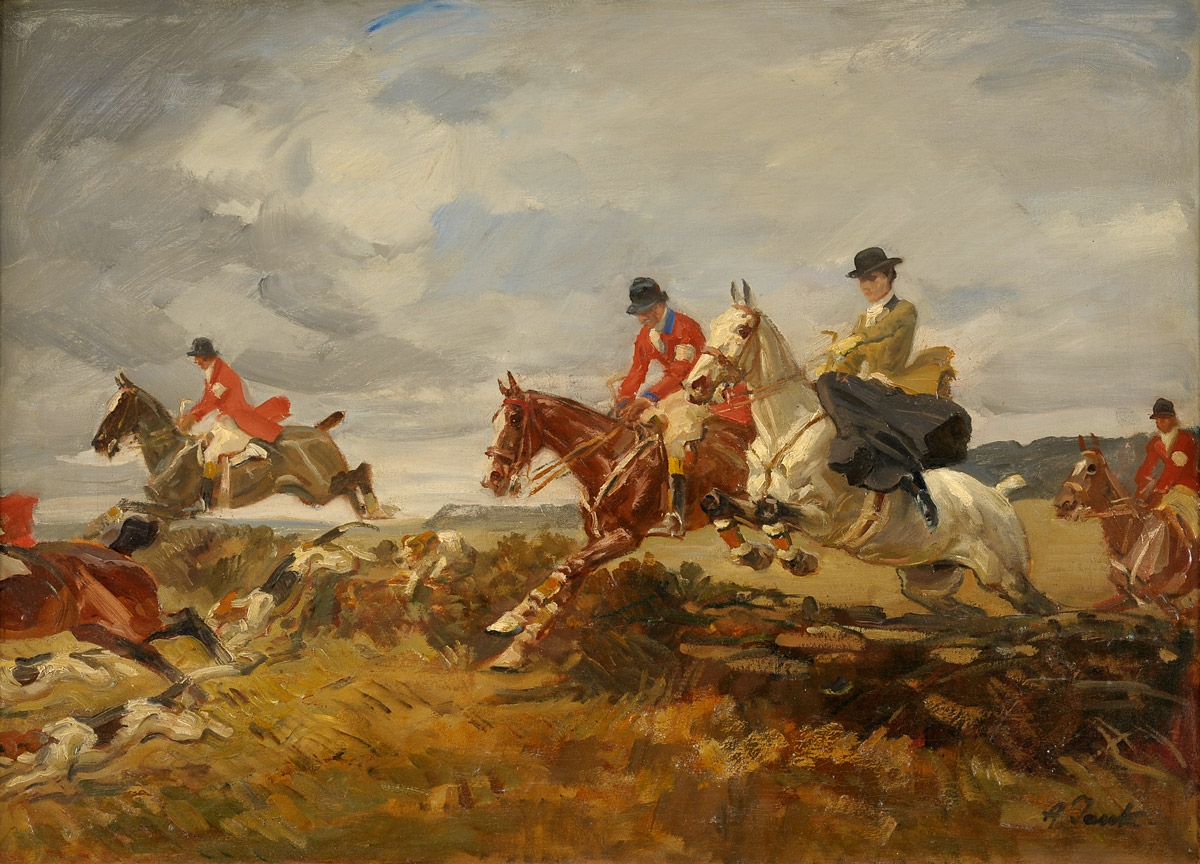
猟犬と狩人
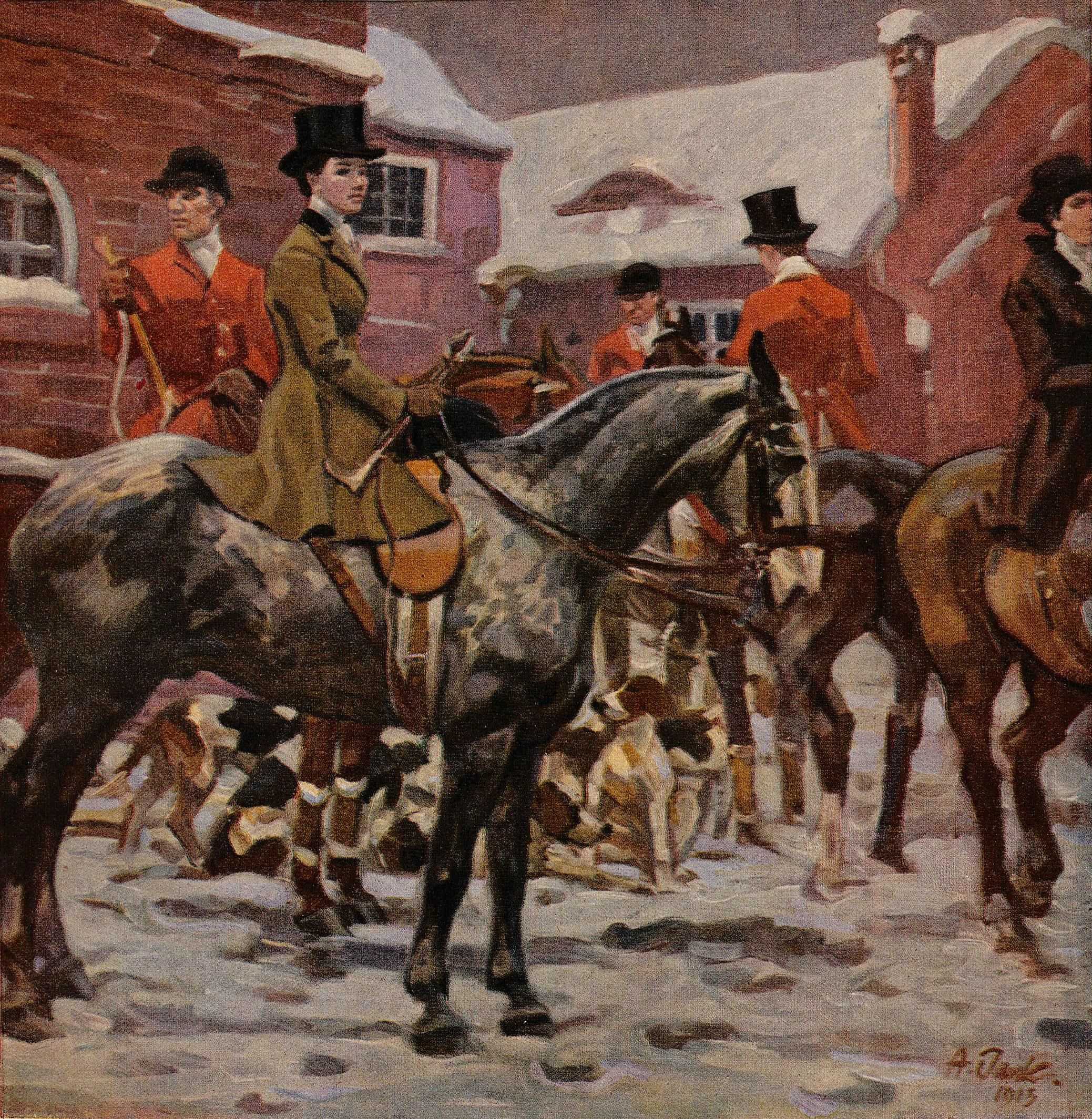
狩猟家
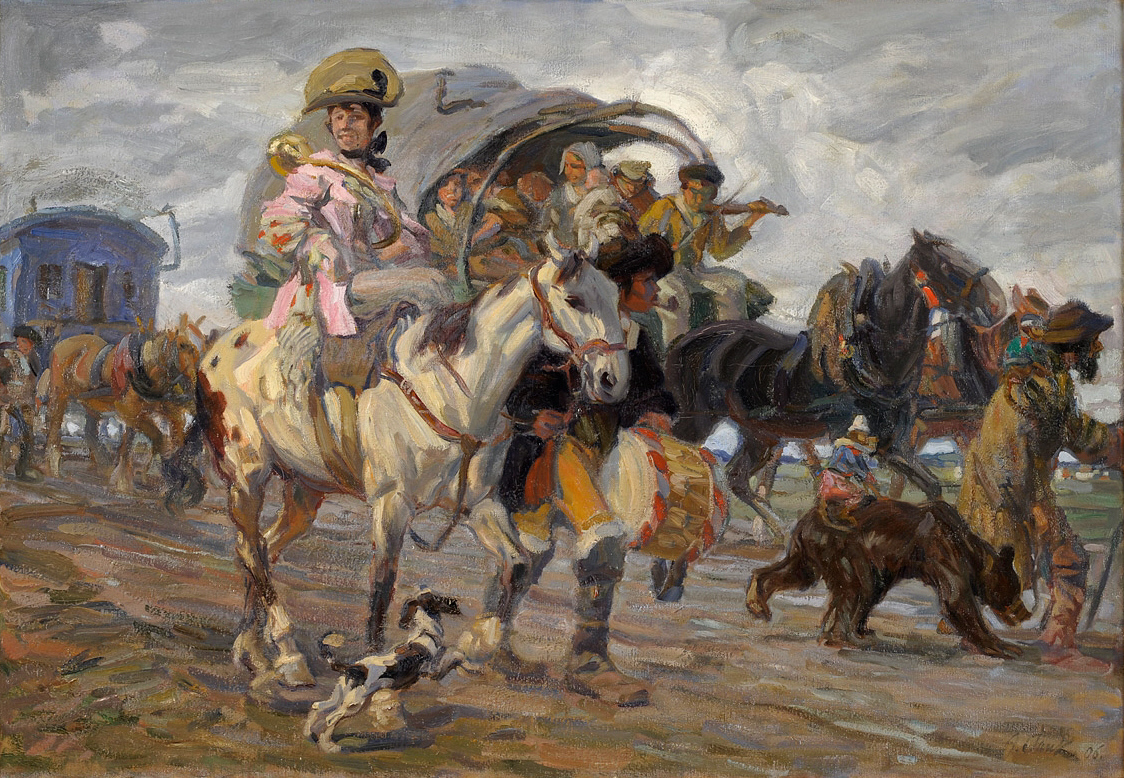
サーカスの移動
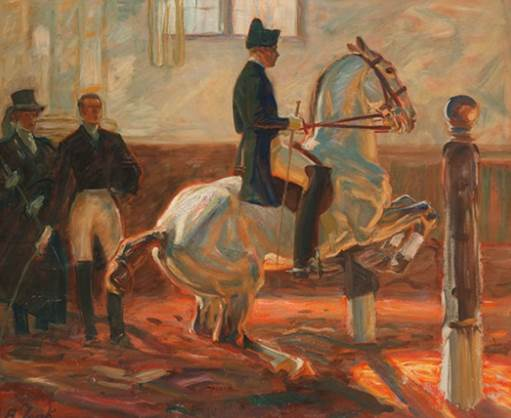
「跳躍」
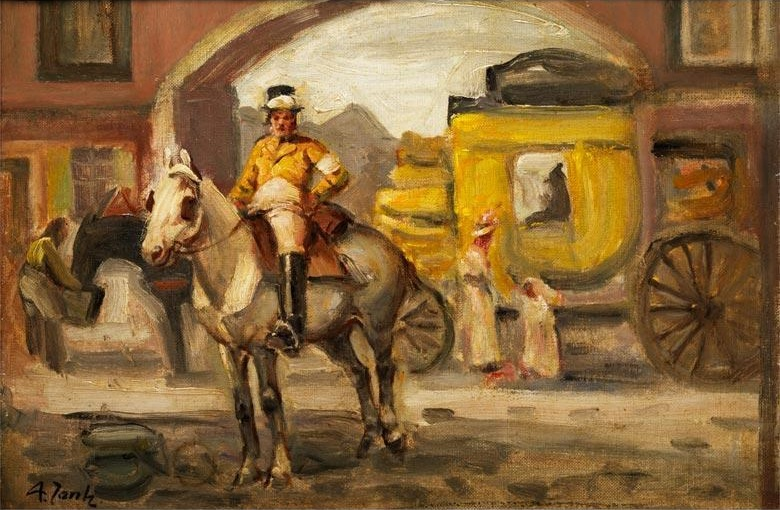
郵便配達人
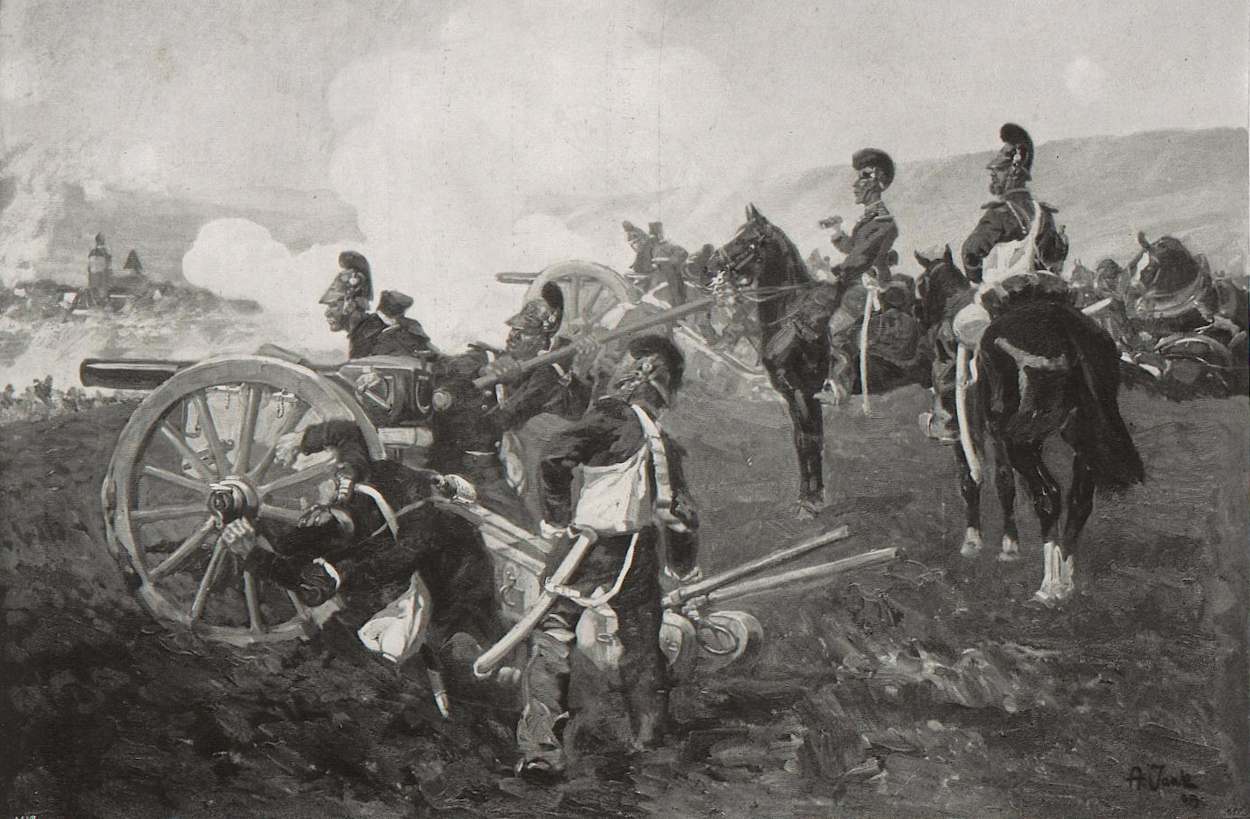
ヴィサンブールの戦い
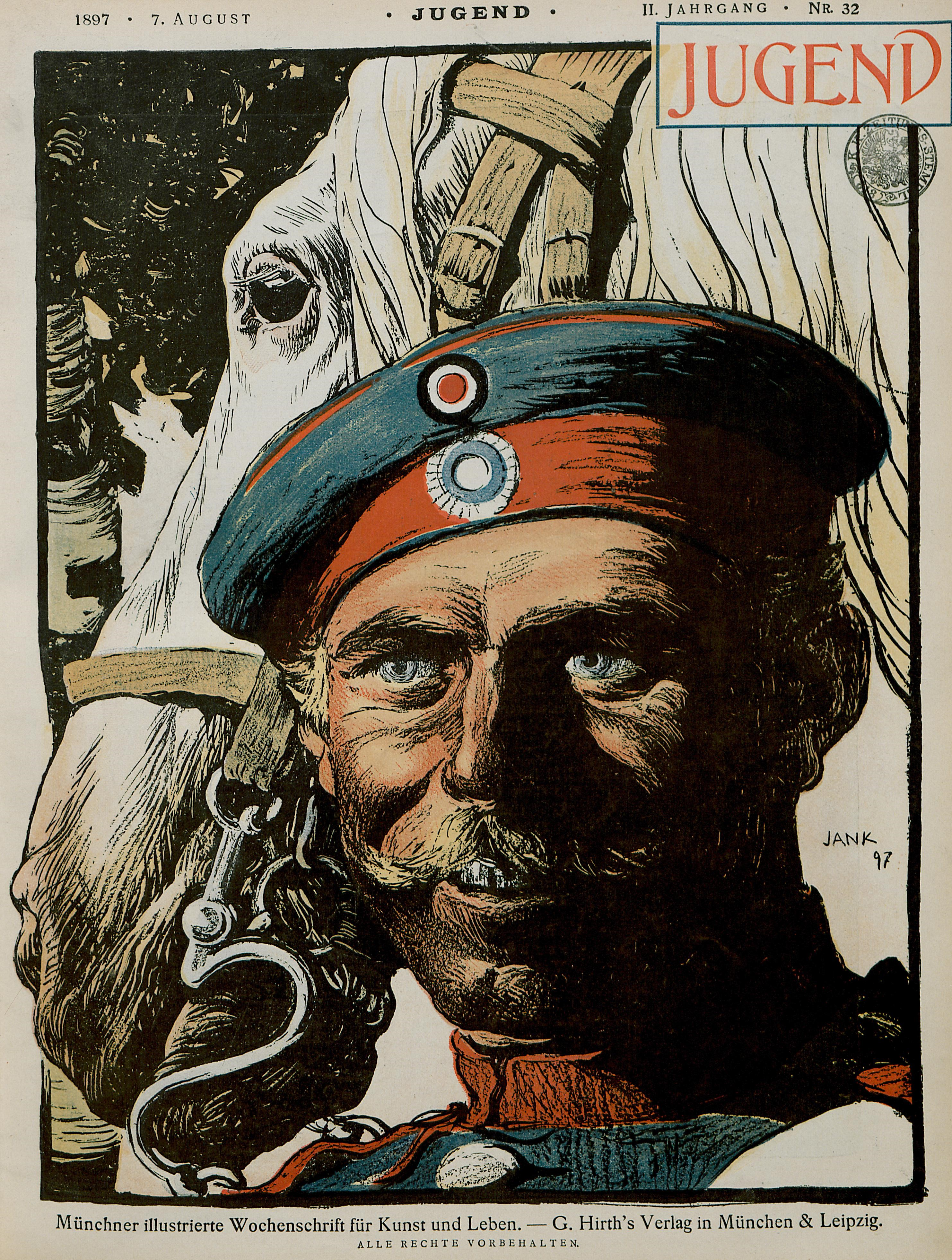
雑誌Jugendの表紙絵